# Darbėnai
Darbėnai est un village du nord-ouest de la Lituanie. Sa population est de 1 598 personnes. Il est à 16 kilomètres de Kretinga.

## Histoire

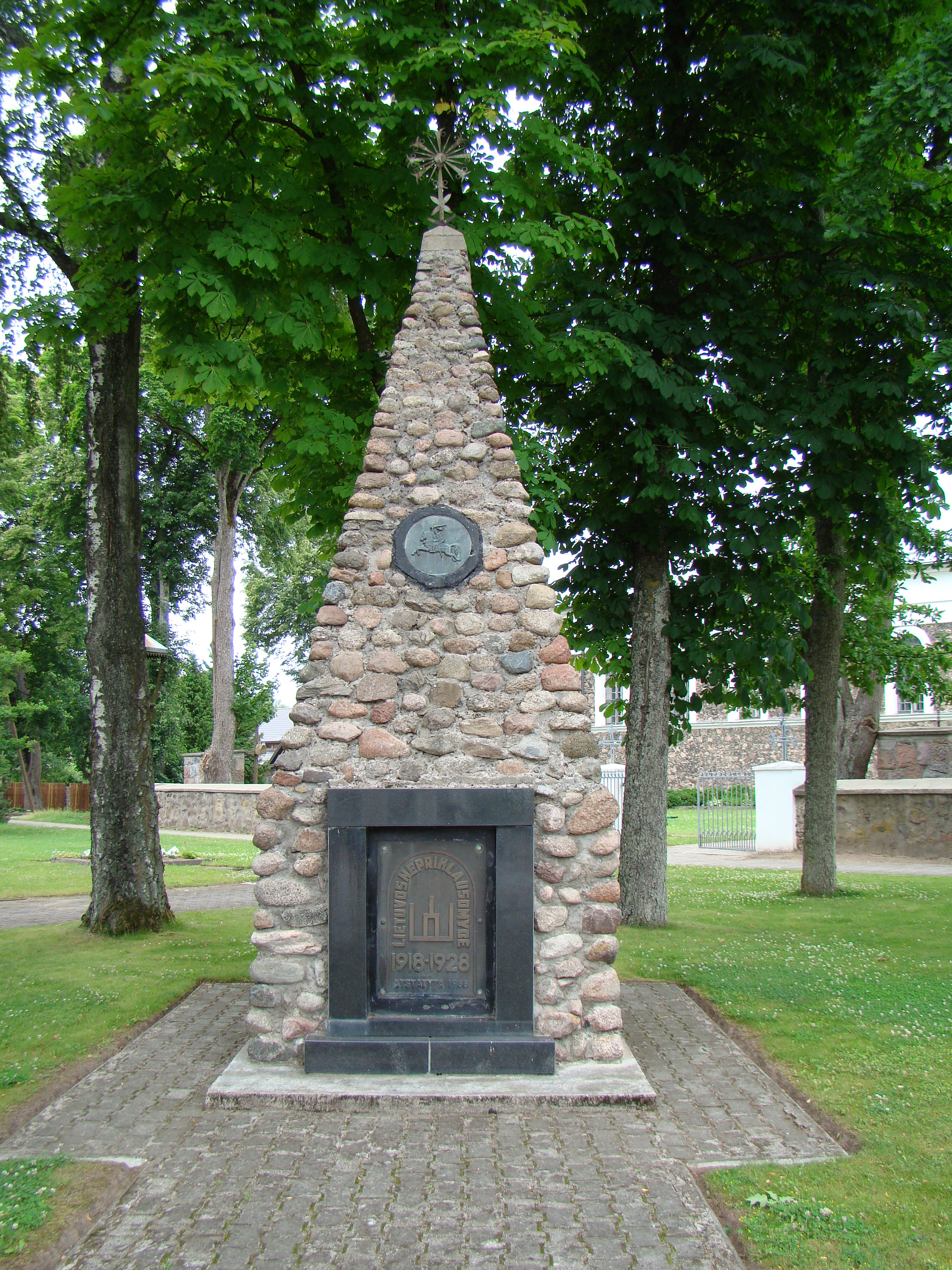
Monument commémorant l'indépendance.

Darbėnai est mentionné pour la première fois en 1591 mais on estime que le village est créé en 1566.
Avant la Seconde Guerre mondiale, la communauté juive de la ville s'élève à 800 membres représentant 80 % de la population totale.
L'armée allemande occupe la ville le 24 juin 1941. Avec l'aide de collaborateurs lituaniens, ils massacrent 500 juifs dans une forêt à l'extérieur de la ville. Ces exécutions de masse auront lieu dans le cadre de ce qu'on appellera la Shoah par balles.
Au cours de la période soviétique, le village est un kolkhoz.

## Origine du nom
Darbėnai est nommée en tenant compte du nom de la rivière Darba qui coule à proximité.